# Pánfilo de Narváez

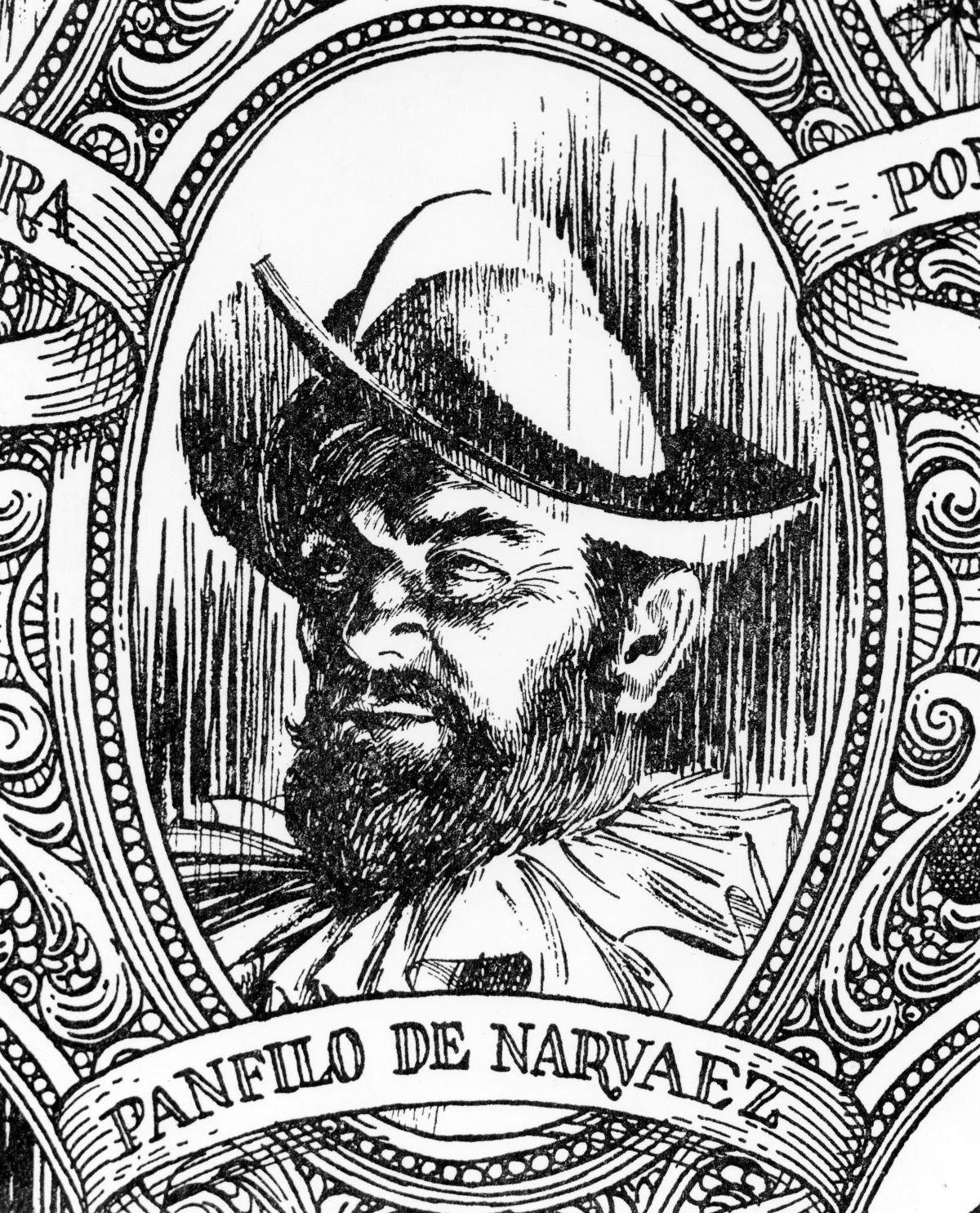
Pánfilo de Narváez

Pánfilo de Narváez (ur. 1470 ?, zm. 1528) – hiszpański podróżnik i odkrywca.
Pierwsze informacje o de Narváezie pochodzą z roku 1511. Wynika z nich, iż brał on udział w podboju Kuby. Prawdopodobnie za swe zasługi w tym dziele został nagrodzony przez króla Karola V hojnymi nadaniami na Florydzie. W 1527 zorganizował wielką wyprawę na podbój tego regionu. Wzięło w niej udział od 250 do 300 ludzi. Wyprawa wylądowała na Florydzie w kwietniu 1528. De Narvaez ogłosił te ziemie domeną hiszpańską. Wkrótce jednak po osiedleniu rozpoczęły się kłopoty. Koloniści wdali się w wojnę z lokalnymi szczepami indiańskimi. W walkach zginęło wielu Hiszpanów. Opuszczeni (statki odpłynęły do Meksyku) postanowili ratować się ucieczką na prowizorycznie zbudowanych w zatoce Apalachee Bay łodziach-tratwach. Liczono na możliwość dotarcia do Meksyku, jednakże ciężkie warunki atmosferyczne zdziesiątkowały załogę. W burzy zginął także sam Pánfilo de Narváez. Dwie tratwy, które zdołały przetrwać burze wylądowały na przybrzeżnej wyspie Galveston Island (dziś Teksas). Rozbitkowie pod wodzą Cabeza de Vaca postanowili lądem dotrzeć do Meksyku. Pierwsza zima jaka zastała ich w drodze, wyjątkowo surowa jak na tamten klimat, pozostawiła jedynie 15 ludzi przy życiu. Do roku 1533 pozostało zaledwie czterech Estevanico, Carranza, Álvar Núñez Cabeza de Vaca i Alonso Castillo Maldonado. Wyprawa przemierzyła olbrzymi obszar Meksyku pieszo. Początkowo wzdłuż rzeki Kolorado, a następnie przez dzikie i puste okolice. Podróżnicy nawiązali kontakty z wieloma plemionami indiańskimi. Część z nich zachowywała się wrogo, lecz od części rozbitkowie otrzymali pomoc. W osiem lat po przybyciu na Florydę, w 1536, rozbitkowie dotarli do kolonii hiszpańskich w Culiacán, później także do Meksyku. Losy rozbitków Cabeza de Vaca opisał w relacji Naufragios. 